# Centro Nacional de Gugak

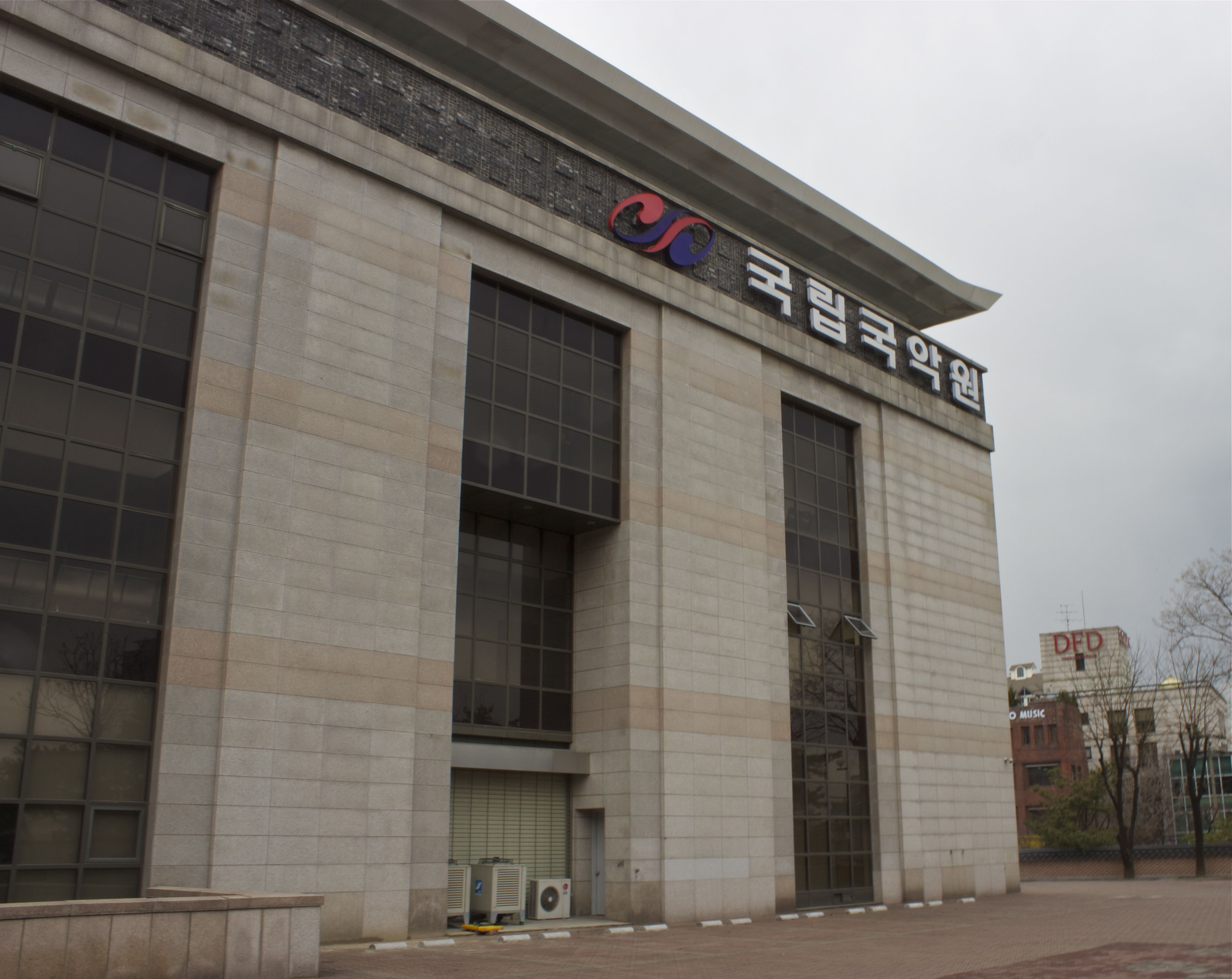
Centro Nacional de Gugak
Hangul - 국립국악원
Hanja - 國立國樂院

El Centro Nacional de Gugak, ubicado en Seocho-gu, Seúl, Corea del Sur, es la principal institución de aprendizaje para la música tradicional Coreana.
Con una historia que se remonta al instituto de música Eumseongseo del reino de Silla en el siglo séptimo, el Centro Nacional de Artes Escénicas Tradicionales Coreanas fue fundada bajo su nombre actual en 1950.

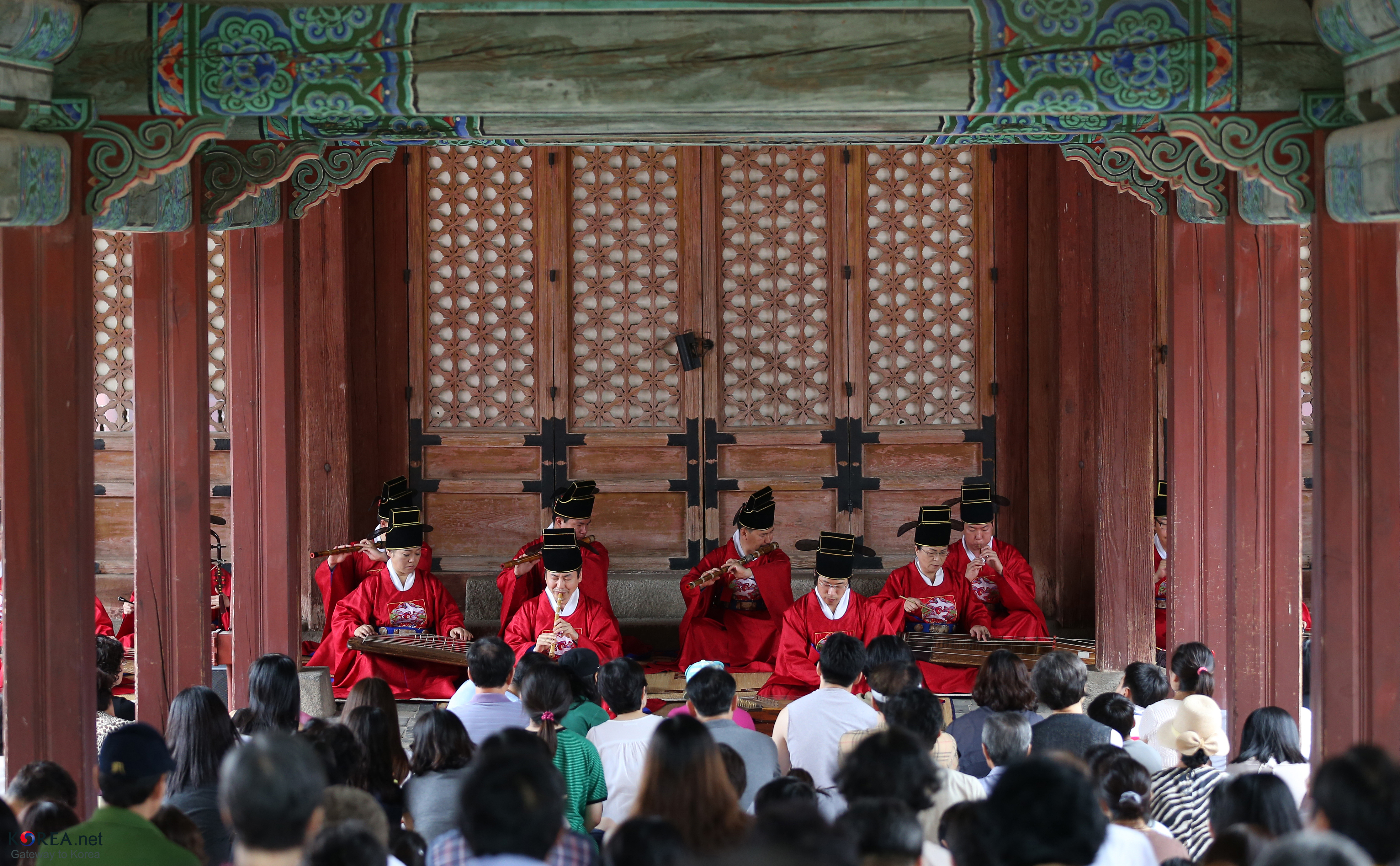
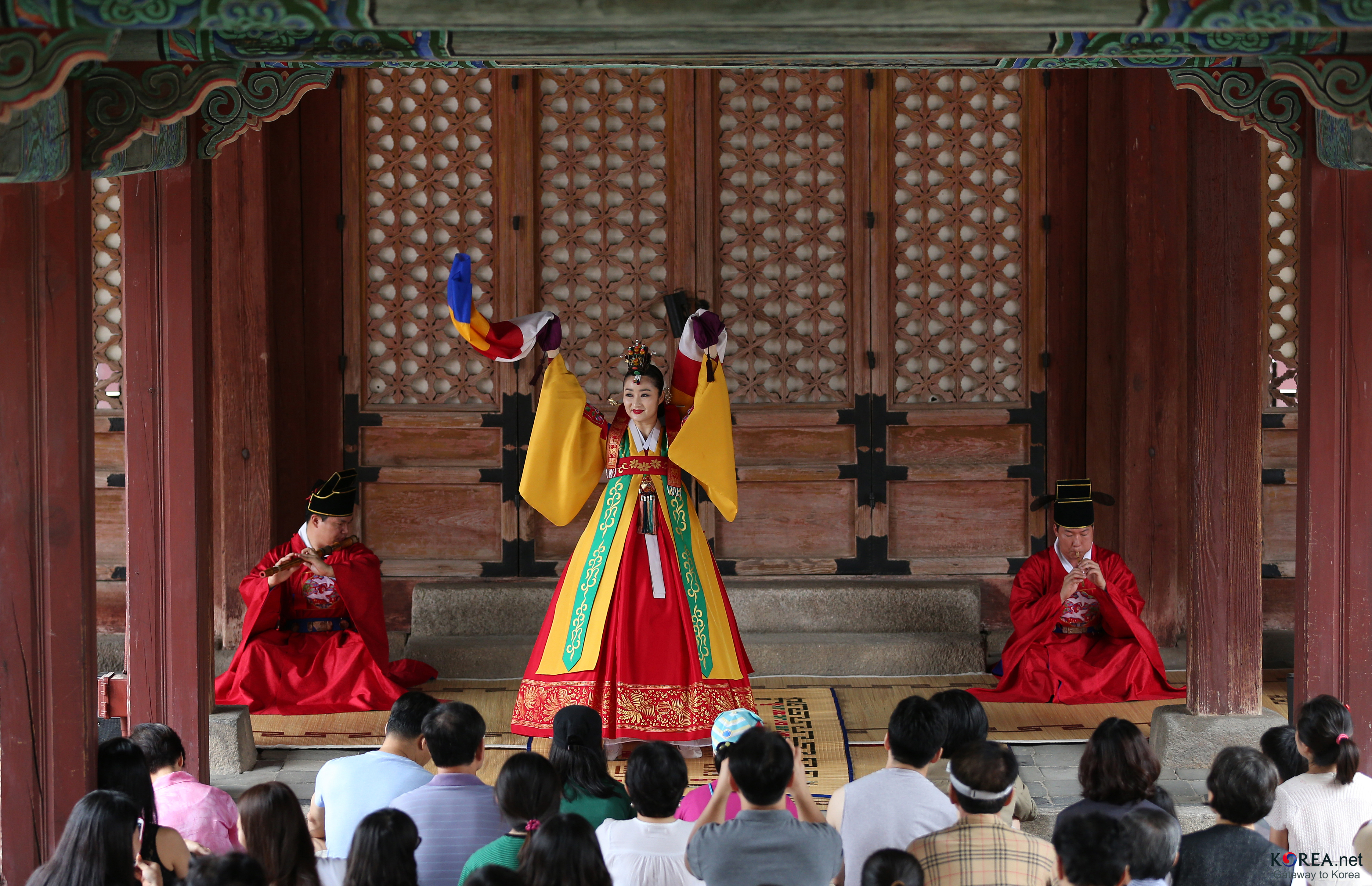
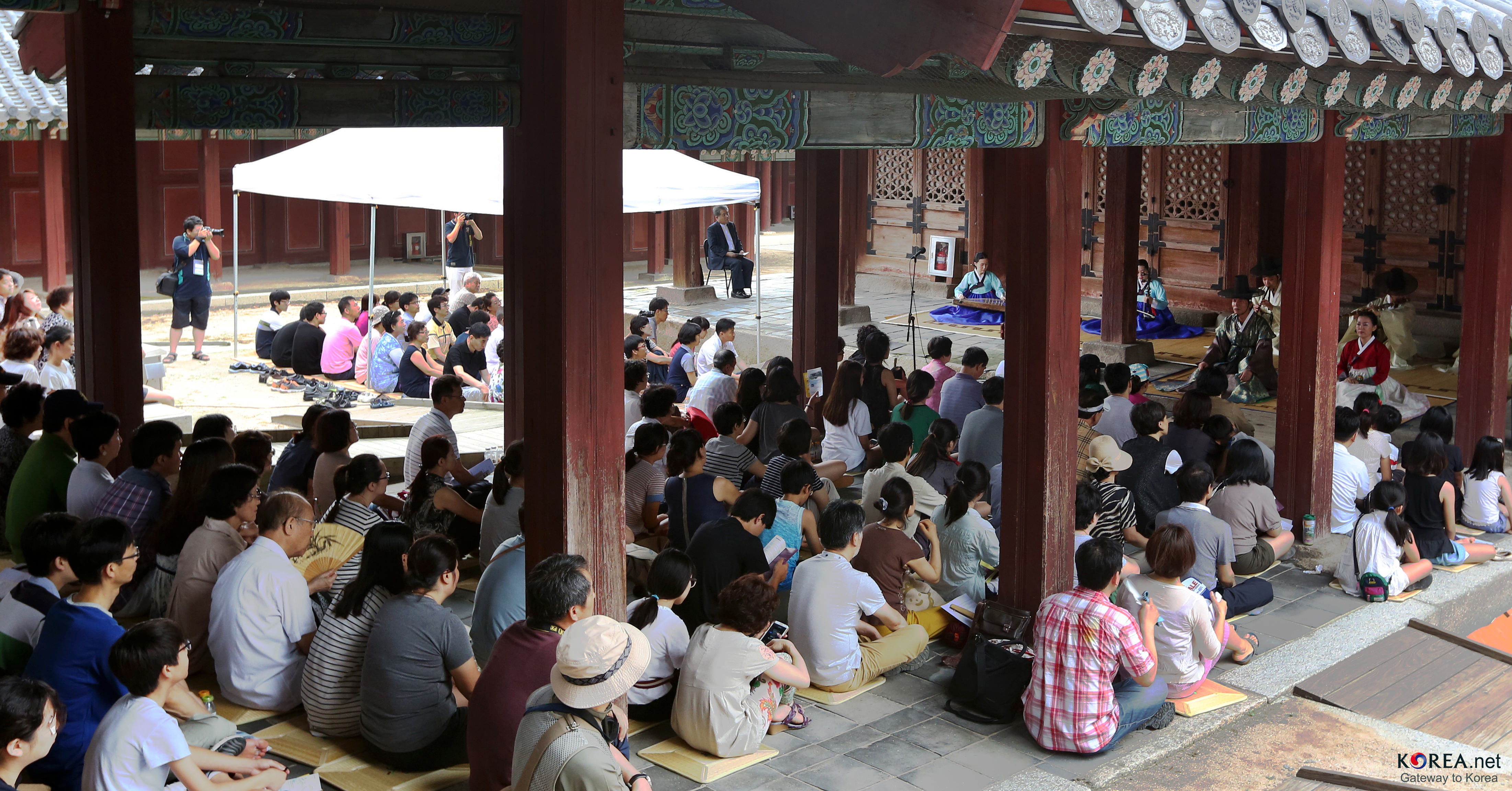

Está dedicado a "la preservación y promoción de la música tradicional Coreana". A través de los cursos académicos, estudio privado, conjuntos, investigaciones y actuaciones, conserva antiguas tradiciones musicales de Corea, incluyendo la música ritual de la corte antiguo llamado aak así como el ritual música interpretada por la Real capilla ancestral de Santuario de Chongmyo y el Santuario de Confucio Munmyo.